# Cryptolepas rhachianecti
Cryptolepas rhachianecti es un cirrípedo parásito de la familia Coronulidae que vive asociado a la piel de la ballena gris y algunas otras especies de ballena como la ballena jorobada.

## Descripción
Tamaño máximo de unos 5 o 6 cm. La concha es ovoide y por lo general comprimida o incrustada la piel de las ballenas que habita. La cavidad el cuerpo está rodeada por una treintena de radios los cuales proyecta sobre la piel. La boca es también ovoide. El opérculo es una fuerte membrana que cubre la boca por donde salen los cirros.  La coloración de la concha es blanco dónde se halla erosionada, la membrana opercular es amarillo azufre. Cryptolepas rhachianecti habita incrustado en la piel de la ballena, generalmente en la cabeza y debajo de las aletas

## Nombres vernáculos
Percebe de la ballena gris, balano de la ballena gris.[cita requerida]

## Galería

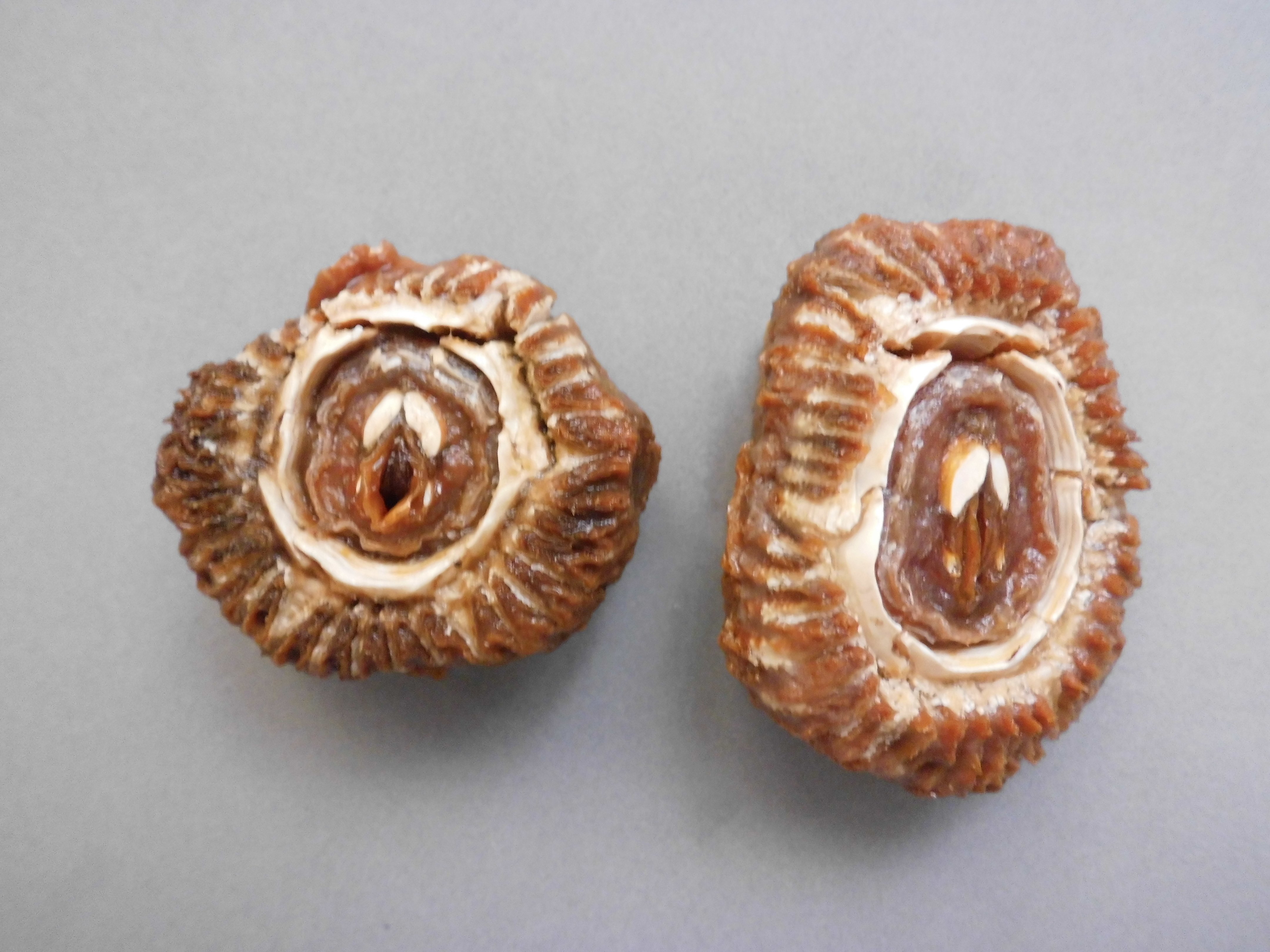
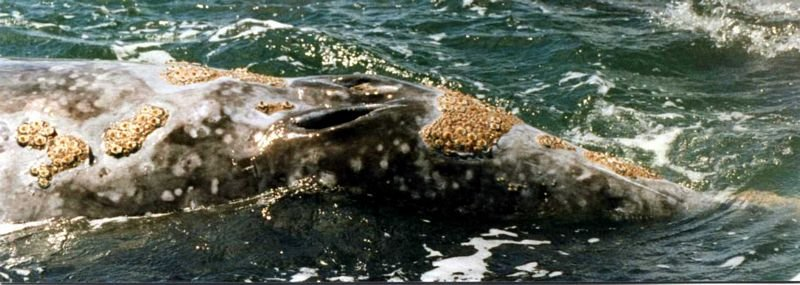

### Vídeos
- Youtube: Orca Bite Marks on Harpooned Gray Whale

- Datos: Q3698831
- Multimedia: Cryptolepas rhachianecti / Q3698831
- Especies: Cryptolepas rhachianecti